# Pallipalayam Agraharam
Pallipalayam Agraharam  è una suddivisione dell'India, classificata come census town, di 10.829 abitanti, situata nel distretto di Namakkal, nello stato federato del Tamil Nadu. In base al numero di abitanti la città rientra nella classe IV (da 10.000 a 19.999 persone).

## Geografia fisica
La città è situata a 11° 23' 38 N e 77° 44' 35 E.

## Società

### Evoluzione demografica
Al censimento del 2001 la popolazione di Pallipalayam Agraharam assommava a 10.829 persone, delle quali 5.634 maschi e 5.195 femmine. I bambini di età inferiore o uguale ai sei anni assommavano a 1.125, dei quali 631 maschi e 494 femmine. Infine, coloro che erano in grado di saper almeno leggere e scrivere erano 6.418, dei quali 3.786 maschi e 2.632 femmine.